# Élection à la direction du Parti travailliste britannique de 1988
L'élection à la direction du Parti travailliste de 1988 a eu lieu en 1988 pour élire le chef du Parti travailliste. Son chef, Neil Kinnock est contesté. Il doit affronter Tony Benn, membre de l'aile gauche du parti tandis que Kinnock est un modéré.
A l'issue du scrutin, Neil Kinnock est réélu chef du parti.

## Candidats
| Nom | Nom          | Mandat(s)                                                     |
| --- | ------------ | ------------------------------------------------------------- |
|     | Neil Kinnock | Chef du Parti Député pour Islwyn                              |
|     | Tony Benn    | Ancien Secrétaire d'État à l'Énergie Député pour Chesterfield |

## Résultats
| Candidat | Candidat     | Syndicats affiliés (40 %) | Syndicats affiliés (40 %) | Délégués dans les circonscriptions (30 %) | Délégués dans les circonscriptions (30 %) | Députés (30 %) | Députés (30 %) | Total |
| Candidat | Candidat     | Voix                      | %                         | Voix                                      | %                                         | Voix           | %              | %     |
| -------- | ------------ | ------------------------- | ------------------------- | ----------------------------------------- | ----------------------------------------- | -------------- | -------------- | ----- |
|          | Neil Kinnock | 5 605                     | 99,2                      | 489                                       | 80,4                                      | 183            | 82,8           | 88,6  |
|          | Tony Benn    | 48                        | 0,8                       | 119                                       | 19,6                                      | 38             | 17,2           | 11,4  |